# Asakura
Pour l’article homonyme, voir Asakura (homonymie).
Asakura (朝倉市, Asakura-shi) est une ville située dans la préfecture de Fukuoka, sur l'île de Kyūshū, au Japon.

## Géographie

### Situation
Asakura est située dans le centre de la préfecture de Fukuoka.

### Municipalités limitrophes
| Chikuzen  | Kama          | Tōhō |
| Chikuzen  | Asakura       | Tōhō |
| Tachiarai | Kurume, Ukiha | Hita |

### Hydrographie
La ville est bordée par le fleuve Chikugo au sud.

### Démographie
En avril 2020, la population d'Asakura s'élevait à 52 533 habitants, répartis sur une superficie de 246,71 km2.

### Climat
Asakura a un climat subtropical humide. La température annuelle moyenne est de 15,9 °C. Les précipitations annuelles moyennes sont de 1 953,0 mm, juillet étant le mois le plus humide.

## Histoire
À la fin du règne de l'impératrice Saimei, de 660 à 661, Asakura, par la présence du palais Asakura no Tachibana no Hironiwa, a été capitale du Japon.
Asakura a acquis le statut de ville en 2006.

## Transports
Asakura est desservie par la ligne Nishitetsu Amagi et la ligne Amagi de la compagnie Amatetsu.